# Achziw
Achziw (hebr. אכזיב) – park narodowy obejmujący park archeologiczny fenickiego miasta portowego, położony w strefie miejskiej Naharijji na północy Izraela.

## Położenie
Park Narodowy jest położony w północnej części równiny przybrzeżnej Izraela, u ujścia rzeki Keziw do Morza Śródziemnego. Znajduje się w strefie miejskiej Naharijji.

## Historia
Fenicki port morski Achziw znajdował się na północ od współczesnego miasta Naharijja. Badania archeologiczne odkryły w tym rejonie pozostałości osad ludzkich z epoki brązu (XX wiek p.n.e.), okresu perskiego (X wiek p.n.e. i hellenistycznego (III wiek p.n.e.). Główne miejsce prowadzonych wykopalisk posiada osiem odkrytych warstw. Między innymi odkryto tutaj ruiny kananejskiej świątyni z XVI wieku p.n.e. poświęconej bogini Astarte. Według Biblii miasto Akzib po podboju Kanaanu przez Izraelitów zostało przyznane pokoleniu Asera. Podczas podboju asyryjskiego w 732 roku p.n.e. miasto zostało zdobyte i spalone przez Asyryjczyków. Odkryty kamienny mur obronny o wysokości 2 metrów z V wieku p.n.e. jest dowodem, że miasto odbudowano. Wokół znaleziono pozostałości budynków oraz liczne przedmioty użytkowe i ceramikę. W okresie panowania helleńskiego, Achziw było miastem granicznym Ptolemeuszy. W wyniku kolejnych wojen przeszło pod kontrolę Seleucydów. O tym nadmorskim mieście wspomina żydowski historyk Józef Flawiusz, jest także wymieniane w żydowskich pismach rabinicznych, na przykład Midrasz Rabba Vajikra 37:4. Talmud babiloński wspomina o nim przedstawiając lokalizację Achziw w odniesieniu do historycznych granic Izraela. Prawdopodobnie podczas wojen żydowskich miasto zostało doszczętnie zniszczone. W 1970 roku odkryto kościół poświęcony św. Łazarzowi. Pochodzi on z okresu bizantyjskiego i prawdopodobnie został zniszczony przez pożar podczas najazdu perskiego w 614 roku. W okresie panowania krzyżowców powstał tutaj zamek obronny Casal Lambertie or Imbert. Pod panowaniem mameluków w miejscu tym pojawiła się arabska wioska Az-Zib.
W dniu 10 lutego 1935 roku na południe od Achziw powstała żydowska kolonia Naharijja. W nocy z 16 na 17 czerwca 1946 roku żydowski oddział Palmach podjął próbę wysadzenia mostu kolejowego i drogowego przy Achziw. Żydowscy żołnierze zostali jednak dostrzeżeni i ostrzelani przez Brytyjczyków zanim zdołali podłożyć ładunki wybuchowe. Operacja nie powiodła się, a Żydzi utracili 14 zabitych i 5 rannych. Wydarzenie to upamiętnia pomnik. Podczas wojny domowej w Mandacie Palestyny w dniu 14 maja 1948 roku siły żydowskiej Hagany zajęły tutejszą arabską wioskę Az-Zib. Jej mieszkańcy uciekli na północ do Libanu.

## Park Narodowy
Park Narodowy Achziw obejmuje swoim obszarem teren parku archeologicznego Achziw, ujście rzeki Keziw do morza oraz pozostałości arabskiej wioski Az-Zib. W jego skład wchodzą dwa rezerwaty przyrody: pierwszy obejmuje plażę i znajdujące się na lądzie budynki, a drugi jest morski. Wyjątkowość tego parku narodowego polega na naturalnej plaży, lagunie oraz naturalnych i sztucznych basenach morskich. Jeden z nich jest głęboki, a drugi płytki i dostępne dla dzieci. Jest to doskonałe miejsce do spędzania czasu i wypoczynku. Osoby zajmujące się nurkowaniem mogą z łatwością podziwiać morskie zwierzęta, jeżowce i małe ośmiornice. W pobliżu znajdują się niewielkie wysepki Achziw, które wchodzą w skład rezerwatu przyrody. Są to miejsca lęgowe rybitw.

### Turystyka
Park posiada pełne zaplecze rekreacyjno turystyczne, z kawiarnią, restauracją, miejscem piknikowym, toaletami, prysznicami, placem zabaw dla dzieci, punktem pierwszej pomocy i opieką służb ratunkowych. Istnieje możliwość wynajęcia domku kempingowego i noclegu. Wejście do parku jest zakazane dla zwierząt (np. psów).